# Gaston van Foix-Nemours
Gaston van Foix-Nemours (Mazères, 10 december 1489 - Ravenna, 11 april 1512) was van 1500 tot aan zijn dood graaf van Étampes en van 1507 tot aan zijn dood hertog van Nemours. Hij behoorde tot het huis Foix.

## Levensloop
Gaston was de zoon van Jan van Foix, burggraaf van Narbonne en graaf van Étampes, uit diens huwelijk met Maria van Orléans, dochter van hertog Karel van Orléans en zus van koning Lodewijk XII van Frankrijk. 
Na de dood van zijn vader in 1500 werd hij burggraaf van Narbonne en graaf van Étampes. Ook was hij van 1503 tot 1512 gouverneur van de Dauphiné. Op 19 november 1507 werd Gaston eveneens benoemd tot hertog van Nemours en pair van Frankrijk, waardoor hij het burggraafschap Narbonne moest afstaan aan de Franse kroon. In 1511 werd de toen 21-jarige Gaston aangesteld tot gouverneur van Milaan en militair bevelhebber van de Franse troepen in Italië. In enkele maanden tijd ontpopte hij zich tot een groot militair talent.
Op 13 mei 1511 veroverden de Franse strijdkrachten Bologna. Deze stad werd echter al snel belegerd door de Spaanse troepen onder leiding van Ramón Folch van Cardona. Gaston leidde zijn leger naar Bologna en versloeg het leger van de Heilige Liga. Vervolgens trok hij naar Noord-Italië en versloeg de Venetiaanse troepen nabij Brescia, de stad die de Fransen in februari 1512 veroverden. Tegen maart 1512 had Gaston de Franse controle over Noord-Italië verstevigd. Vervolgens liet hij zijn troepen naar het zuiden marcheren, om Ravenna te belegeren en de Spanjaarden tot een veldslag te dwingen. Gaston nodigde Cordona uit voor een veldslag, waar de Spaanse opperbevelhebber op in ging.
Op 11 april 1512 vond de beslissende Slag bij Ravenna plaats. De Spanjaarden leden een grote nederlaag, maar Gaston van Foix werd tijdens een door hem aangevoerde cavalerieaanval doodgeschoten. Hij werd bijgezet in het Castello Sforzesco in Milaan. Gaston was ongehuwd en kinderloos gebleven.